# 维伊莱法莱斯
维伊莱法莱斯（法語：Villy-lez-Falaise，法語發音：[viji lɛ falɛz] ⓘ，意为“法莱斯附近的维伊”）是法国卡尔瓦多斯省的一个市镇，属于卡昂区。该市镇总面积4.95平方公里，2009年时的人口为273人。

## 人口
维伊莱法莱斯人口变化图示
| 数据来源：INSEE |